# Metagonia crenulata
Metagonia crenulata là một loài thực vật có hoa trong họ Thạch nam. Loài này được (Dunal) Nutt. mô tả khoa học đầu tiên năm 1843.